# Azar
Originado do árabe azhar (plural az-zhar, figura em formato de flor que pintavam em seus dados para jogos), a palavra acabou sendo associada ao aleatório, embora no Brasil o termo azar seja utilizado com várias acepções, em especial no sentido de má-sorte.

## Azar
É um sinônimo de aleatório. Neste sentido o termo é usado, por exemplo, na expressão jogos de azar, ou seja, jogos não dependem apenas do raciocínio ou da habilidade dos jogadores, por conter alguma regra que implique acaso.

## Urucubaca
Seria uma "infelicidade constante, azar. Mal que atinge algum indivíduo por suposta força negativa de outrem. Urucubaca, dizem os estudiosos, vem de urubu, aquela ave de mau agouro, que fica atrás das carniças, dos cadáveres”, diz o professor de português Sérgio Nogueira.
O pai Renato de Obaluaiê tem outra explicação: “A palavra "urucubaca" é de origem banto, que os negros usavam, pois eles, no tempo da escravidão, por causa da Igreja Católica, dos senhores, eles não poderiam falar feitiçaria, bruxaria, magia negra. Então, eles usavam na sua própria língua a palavra "urucubaca"”, diz.

## Sem sorte
É entendido como o oposto da sorte ou associado à má sorte e, assim, o azar se aplica como crença de que situações, pessoas e objetos possam produzir resultados reiteradamente negativos, catastróficos ou desastrosos.
Situações são qualificadas como azaradas, azar ou "de azar" quando ocorrem de modo contrário à expectativa, ou quando provocam uma surpresa que resulta em um desastre, prejuízo, perda ou calamidade.
Pessoas podem ser azaradas ou ter azar. Pessoas azaradas são as que com frequência se envolvem em situações azaradas. Quando o azar ocorre ocasionalmente, diz-se que a pessoa "teve azar", urucubaca.

## Superstição
Para quem crê que o azar pode ser causado por um fator externo, objetos podem ser causa de azar. Desse modo, certos objetos ou situações a eles relativos podem trazer ou dar azar. Por exemplo, as crenças de que gato preto, ou o número 13 dão azar. Isso é chamado de superstição.
Em geral, a associação se dá por analogia com fato, lenda ou mito, que vincula o objeto ao azar. A analogia pode se estabelecer por tradição cultural ou individual, quando a pessoa, observando que há uma coincidência entre a presença de um objeto e fatos desagradáveis, começa a crer que o objeto lhe dê azar, embora não necessariamente dê azar aos outros.